# Jim Torosian
Jim Torosian (en arménien : Ջիմ Թորոսյան), né le 18 avril 1926 et mort le 5 janvier 2014, est un architecte soviétique et arménien. Il a été l'architecte en chef de la ville d'Erevan de 1971 à 1981.
Il partageait sa vie avec l'actrice Margo Muratian (hy).

## Principales réalisations
- Cascade à Erevan
- Statue d'Avetik Issahakian à Gyumri
- hôtel de ville d'Erevan & musée de l'histoire d'Erevan